# IC 2135
IC 2135 је спирална галаксија у сазвјежђу Голуб која се налази на листи објеката дубоког неба у Индекс каталогу.
Деклинација објекта је - 36° 23' 58" а ректасцензија 5h 33m 13,2s. Привидна величина (магнитуда) објекта IC 2135 износи 12,6 а фотографска магнитуда 13,3. Налази се на удаљености од 31,951 милиона парсека од Сунца. IC 2135 је још познат и под ознакама IC 2136, ESO 363-7, MCG -6-13-4, AM 0531-362, IRAS 05314-3626, PGC 17433.